# Vojtěch Bahenský
Vojtěch Bahenský (* 4. září 1991) je český výzkumný pracovník v oblasti bezpečnostních studií.
Vystudoval bezpečnostní studia na Institutu politologických studií Fakulty sociálních věd Univerzity Karlovy, kde v současnosti působí jako výzkumný pracovník v Peace Research Center Prague a jako doktorand na Katedře bezpečnostních studií. Zároveň je přidruženým výzkumným pracovníkem Ústavu mezinárodních vztahů a místopředsedou správní rady Asociace pro mezinárodní otázky a spolupracovníkem jejího výzkumného centra.
Odborně se zabývá hybridním vedením války, strategickými studii a projekcí vojenské moci.